# Palma Chillón Garzón
Palma Chillón Garzón (1976) es Profesora Titular del Departamento de Educación Física y Deportiva de la Universidad de Granada.

## Trayectoria
Palma Chillón es Licenciada en Ciencias de la Actividad Física y del Deporte (1999), Diplomada en Terapia Ocupacional (2005) y Doctora en el programa de Actividad Física y Salud (2005), en la Universidad de Granada (España).
También ha realizado estancias de investigación en la Universidad de Carolina del Norte (USA) (2009-10) y en la Universidad de Cambridge (Reino Unido) en 2013.
Sus principales áreas de interés son la actividad física y la Educación Física en jóvenes, sobre todo en la movilidad durante desplazamientos al colegio, así como la promoción de la salud en el currículo educativo.
Ha participado en el proyecto BiciConecta, proyecto centrado en la divulgación social (a través de actividades formativas, culturales, sociales y deportivas) de los Objetivos de Desarrollo Sostenible (ODS) impulsados por la Organización de las Naciones Unidas en la Agenda 2030. También ha participado en distintas actividades de difusión, como La Noche de los Investigadores en talleres relacionados con la medida del tiempo de reacción.

## Premios y reconocimientos
- Premio extraordinario de Licenciatura[5]